# San Lorenzo el Zembo
San Lorenzo el Zembo är en ort i Mexiko.   Den ligger i kommunen Huasca de Ocampo och delstaten Hidalgo, i den sydöstra delen av landet, 100 km nordost om huvudstaden Mexico City. San Lorenzo el Zembo ligger 2 326 meter över havet och antalet invånare är 304.
Terrängen runt San Lorenzo el Zembo är lite bergig. Runt San Lorenzo el Zembo är det ganska tätbefolkat, med 93 invånare per kvadratkilometer. Närmaste större samhälle är Pachuca de Soto, 18,8 km väster om San Lorenzo el Zembo. I omgivningarna runt San Lorenzo el Zembo växer i huvudsak blandskog.